# 2021 في إثيوبيا
أحداث عام 2021 في  إثيوبيا.

## في السلطة
- الرئيس: سهلورق زودي
- رئيس الوزراء: أبي أحمد

## الأحداث
- أحداث مستمرة - جائحة فيروس كورونا في إثيوبيا - نزاع بني شنقول-جوموز (منذ 2019) - حرب تيغراي (منذ عام 2020)

### يناير
- 3 يناير - اتفاق السودان ومصر وإثيوبيا على إجراء مزيد من المحادثات هذا الشهر لحل نزاعهم بشأن سد النهضة الإثيوبي الكبير على النيل الأزرق.[1]
- 5 كانون الثاني (يناير) - وعدت الحكومة بإصلاح مسجد النجاشي الذي يعود تاريخه إلى قرون والكنيسة المسيحية الأرثوذكسية للقديس عمانوئيل في وكرو اللذين تضررا في ديسمبر 2020 أثناء نزاع تيغراي في صراع تيغراي.[2]
- 6 يناير
  - اعترف الميجور جنرال بيلاي سيوم بأن قوات من الجيش الإريتري دخلت منطقة تيغراي في ديسمبر 2020.[3]
  - تعتذر شركة إيطالية عن تسمية نوع من المعكرونة «أبسين»، يذكرنا بالاسم الفاشي لإثيوبيا في الحقبة الاستعمارية.[4]
- 9 يناير / كانون الثاني - قتل ما لا يقل عن 750 شخصًا في كنيسة التوحيد الأرثوذكسية الإثيوبية في تيغراي. يلوم السكان المحليون المنتمين إلى حركة تابوت العهد المفقود.[5]
- 12 يناير
  - قُتل حوالي 80 مدنياً حول قرية داليتي في منطقة ميتيكل، حيث ألقى سياسيون معارضون باللوم على ميليشيات جوموز.[6]
- 13 يناير
  - تيغراي: تقول الحكومة إنها قتلت وزير الخارجية السابق سيوم مسفين وعضوين آخرين من الحزب الحاكم السابق لإقليم تيغراي.[7]
  - دعا أعضاء مجلس الشيوخ الأمريكي كريس مورفي وباتريك ليهي وبن كاردان حكومة إثيوبيا إلى إطلاق سراح الصحفيين الذين تم اعتقالهم واستعادة حرية الصحافة.[8]
  - قُتل ما لا يقل عن 80 مدنياً، بينهم أطفال لا تتجاوز أعمارهم سنتين، في منطقة بني شنقول-جوموز فيما يُعتقد أنه قتال عرقي.[9]
- 22 يناير - الأمم المتحدة تقول إنها تلقت تقارير عن اغتصابات في تيغراي.[10]

### فبراير
- 2 فبراير - تقول المعارضة في تيغراي إن 50 ألف مدني قتلوا في الأشهر الثلاثة الماضية.[11]
- 11 فبراير - فلسان عبد الله أحمد وزيرة شؤون المرأة تؤكد انتشار الاغتصاب في حرب تيغراي. وأشارت إلى نقص أدوية الاغتصاب وأدوية فيروس نقص المناعة البشرية / الإيدز لفحص الضحايا وعلاجهم.[12]
- 13 فبراير - متظاهرون يتظاهرون في منطقة أوروميا احتجاجًا على تدهور صحة بيكيلي جربا وجوهر محمد و18 عضوًا آخرين في مؤتمر أورومو الفيدرالي الذين بدأوا إضرابًا عن الطعام منذ 27 يناير.[13] يرفض مسؤولو السجن نقلهم إلى المستشفى.[14]
- 17 فبراير - انقطاع التيار الكهربائي المنسوب إلى الجبهة الشعبية لتحرير تيغراي يضرب تيجراي. في حدث غير ذي صلة، دعا مجلس تيغراي للمؤسسات الدينية - الذي يمثل الكنائس الأرثوذكسية والكاثوليكية والإسلامية والإنجيلية - إلى انسحاب القوات الإريترية.[15]
- 19 فبراير شباط - الولايات المتحدة تقول إنها ستعلق مساعدات بملايين الدولارات بسبب سد النهضة الإثيوبي. وأشار البيان إلى أنه سيتم النظر في التطورات في تيغراي.[16]
- 20 فبراير - تحدد جبهة تحرير تيغراي ثمانية شروط للسلام في تيغراي، بما في ذلك تعيين وسيط دولي والوصول دون عوائق للمساعدات الإنسانية.[17]

### مارس
- 1 مارس - اعتقال أربعة إعلاميين في منطقة تيغراي، بينهم مترجم لوكالة الأنباء الفرنسية.[18]
- 3 مارس
  - وتعلن الحكومة أن هناك «مزاعم ذات مصداقية عن فظائع وانتهاكات لحقوق الإنسان» في مذبحة أكسوم في نوفمبر الماضي.[19]
  - تم إطلاق سراح العاملين الإعلاميين الأربعة في منطقة تيغراي.[20]
- 4 مارس - فشل مجلس الأمن التابع للأمم المتحدة في التوصل إلى توافق في الآراء بشأن قرار لإنهاء حرب تيغراي.[21]
- 10 مارس - برهان كيدان ماريام، نائب رئيس البعثة في السفارة الإثيوبية في واشنطن، يستقيل بسبب الخلافات حول السياسات في تيغراي.[22]
- 11 مارس / آذار - ينفي المتحدث باسم منطقة أمهرة، جيزاشيو مولونه، أن قواتها تشارك في تطهير عرقي في المنطقة الغربية من منطقة تيغراي، بعد يوم واحد من استخدام وزير خارجية الولايات المتحدة أنتوني بلينكين هذه العبارة في وقت قصير.[23]
- 15 مارس - أفادت منظمة أطباء بلا حدود (MSF) أن 70٪ من المرافق الطبية في تيغراي تعرضت للتخريب والنهب.[24]
- 18 مارس - السناتور كريس كونز (D-DL) يتم إرساله إلى إثيوبيا للتعبير عن مخاوف الولايات المتحدة بشأن التطهير العرقي في تيغراي.[25]
- 23 مارس / آذار - قالت منظمة أطباء بلا حدود إن أعضاءها شهدوا سحب أربعة مدنيين من حافلة وقتلهم على الطريق من ميكيلي إلى أديغرات، تيغراي.[26]
- 31 مارس / آذار - اتُهم مسلحون مرتبطون بجيش تحرير أورومو بقتل عشرات المدنيين في منطقة أوروميا.[27]

### من أبريل إلى يونيو
- 8 يونيو - إثيوبيا تبدأ في ملء سد النهضة.[28]
- 18 يونيو - بدأت عملية ألولة
- 30 يونيو - القوات الإثيوبية تنسحب من ميكيلي، عاصمة تيغراي، قبل تقدم قوات تيغراي.[29]

### من يوليو إلى سبتمبر
- 29 يوليو - بدأ نزاع تيغراي بالانتشار مع ورود أنباء عن اندلاع قتال عنيف في ولاية أمهرة الإثيوبية.[30]
- 5 أغسطس - متمردو تيغراي يستولون على مدينة لاليبيلا.[31]
- 10 أغسطس / آب - دعا رئيس الوزراء الإثيوبي أبي أحمد المدنيين للانضمام إلى الحرب في تيغراي.[32]
- 11 أغسطس / آب - المتمردون الإثيوبيون (الجبهة الشعبية لتحرير تيغراي) وجيش تحرير أورومو يتفقون على تحالف عسكري لمحاربة القوات الإثيوبية الفيدرالية.[33]

### ديسمبر
- 11 ديسمبر / كانون الأول - قُبض على 22 عضواً من إسلاميين كوارجا في منطقة بيل في ولاية أوروميا الإقليمية في إثيوبيا. ووفقًا لتقرير صادر عن هيئة الإذاعة الإثيوبية (EBC)، نقلاً عن سلطة الشرطة في المنطقة، فقد تم القبض عليهم في عملية مشتركة لقوات الأمن. لقد انخرطوا في تقديم التدريب، تحت غطاء الوعظ الإيماني، لمهمة إرهابية غير محددة. كما استشهد المصدر بشبكة أوروميا بروكاستنغ Oromia Broadcasting للإبلاغ عن أن المجموعة لديها أعضاء تلقوا تدريبات عسكرية في بونتلاند. قيل إن إرهابيي الكوارجة الإسلاميين كانوا يعملون منذ عام 2011 على الأقل. في ذلك العام، تم ربطهم بتدمير 50 كنيسة في أسيندابو، جنوب غرب إثيوبيا.[34]

### مناسبات مجدولة
- 5 يونيو - الموعد المقرر للانتخابات العامة الإثيوبية لعام 2021.[35]
- أعلن مكتب التحقيقات في الحوادث الإثيوبي أن تقريره عن تحطم طائرة الخطوط الجوية الإثيوبية 2019 الرحلة 302 سيتم نشره في المستقبل القريب.[36]

## رياضة
- 2020–21 الدوري الإثيوبي الممتاز
- من 24 أغسطس إلى 5 سبتمبر 2021 - إثيوبيا في دورة الألعاب البارالمبية الصيفية لعام 2020

## وفيات
- 13 كانون الثاني / يناير - قادة جبهة تحرير تيغراي الشعبية: سيوم مسفين (وزارة الخارجية السابقة، 1991-2010)؛ أباي تسيهاي (وزير الشؤون الاتحادية السابق، 2001)، وأسميلاش ولدسيلاسي (سياسي)؛ قتلوا خلال عمل عسكري.[37]
- 7 أبريل - ميتيكو بيلاشيو، 78 عامًا، جراح بلجيكي من مواليد إثيوبيا.[38]